# Gran Premi Internacional Costa Azul
El Gran Premi Internacional Costa Azul era una cursa ciclista per etapes que es disputava a Portugal. Creat el 1986, el 2005 va entrar a formar part del calendari de l'UCI Europa Tour, en la categoria 2.1.

## Palmarès
| Any       | Vencedor                | Segon                  | Tercer                        |
| --------- | ----------------------- | ---------------------- | ----------------------------- |
| 1986      | Manuel Zeferino         |                        |                               |
| 1987-1988 | No es disputa           |                        |                               |
| 1989      | Cayn-Jack Theakston     | Eduardo Manuel Correia | José Antonio Xavier Guimaraes |
| 1990      |                         |                        |                               |
| 1991      | Carlos Alberto Carneiro |                        |                               |
| 1992      | Joaquim Alberto Salgado |                        |                               |
| 1993      | Luis Jorge Sequeira     | Paulo Manuel Couto     | Andrzej Dulas                 |
| 1994      | No es disputa           |                        |                               |
| 1995      | Joaquim Alberto Salgado | Pedro Miguel Lopes     | José Agostinho Rosa           |
| 1996      | José Azevedo            |                        |                               |
| 1997-2004 | No es disputa           |                        |                               |
| 2005      | Rubén Plaza             | Bernhard Eisel         | Enrico Degano                 |
| 2006      | Robbie McEwen           | Bernhard Eisel         | Giosuè Bonomi                 |